# Phitryonus cyanipennis
Phitryonus cyanipennis là một loài bọ cánh cứng trong họ Cerambycidae.